# Ескорт до затвора
„Ескорт до затвора“ (на английски: 3:10 to Yuma) е американски уестърн филм от 2007 г. на режисьора Джеймс Манголд. Сценарият, написан от Холстед Уелс, Майкъл Бранд и Дерек Хаас, е базиран на разказа „Three-Ten to Yuma“ на Елмор Ленард от 1957 г.

## Актьорски състав
- Ръсел Кроу – Бен Уейд
- Крисчън Бейл – Дан Еванс
- Лоуган Лърман – Уилям Еванс
- Бен Фостър – Чарли Принс
- Питър Фонда – Байрън Макелрой
- Далас Робъртс – Грейсън Бътърфийлд
- Алън Тудик – Док Потър
- Гретчен Мол – Алис Еванс
- Ванеса Шоу – Еми
- Кевин Дюранд – Тъкър

## Награди и номинации
| Категория                             | Номиниран(и)                          | Резултат                    |
| Оскар (24 февруари 2008 г.)           | Оскар (24 февруари 2008 г.)           | Оскар (24 февруари 2008 г.) |
| ------------------------------------- | ------------------------------------- | --------------------------- |
| Най-добър звук                        | Най-добър звук                        | номинация                   |
| Най-добра филмова музика              | Марко Белтрами                        | номинация                   |
| Сателит (16 декември 2007 г.)         |                                       |                             |
| Най-добър филм – драма                | Най-добър филм – драма                | номинация                   |
| Най-добър актьор в поддържаща роля    | Бен Фостър                            | номинация                   |
| Сатурн (24 юни 2008 г.)               |                                       |                             |
| Най-добър екшън или приключенски филм | Най-добър екшън или приключенски филм | номинация                   |
| Най-добър актьор в поддържаща роля    | Бен Фостър                            | номинация                   |